# Bolt Arena
El Bolt Arena (nombrado hasta enero de 2020 como Telia 5G -areena) es un estadio de fútbol ubicado en el barrio de Töölö en la ciudad de Helsinki, Finlandia. El estadio fue construido el año 2000, situado apenas unos metros junto al Estadio Olímpico de Helsinki, y tiene una capacidad de 10 776 espectadores sentados. En sus inicios tenía un campo artificial de primera generación, el que fue reemplazado en julio de 2006 por un nuevo césped artificial de "dos estrellas".
El estadio es usado principalmente por el HJK Helsinki, así como por la selección de fútbol de Finlandia en algunos partidos amistosos. Fue también una de las sedes donde se realizó partidos de la Copa Mundial de Sub-17 de 2003 (incluida la final) y de la Eurocopa Femenina de 2009.
El estadio fue conocido como estadio Finnair hasta el 10 de agosto de 2010. Durante las celebraciones de los campeonatos internacionales el estadio volvió a su denominación general por su ubicación, estadio de Töölö.